# Crișana

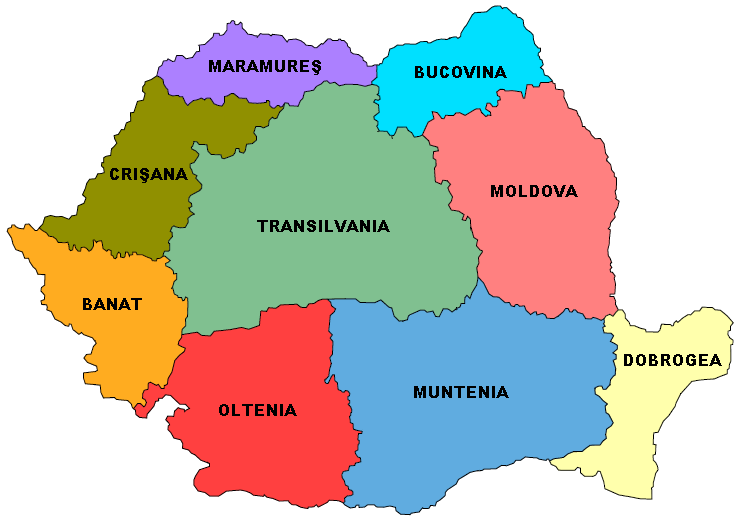
Nel nord-ovest della Romania c'è la regione storica di Crișana

La Crișana (in ungherese Körösvidék, in tedesco Kreischgebiet) è una regione storico-geografica dell'Europa Centrale e della Romania.
Nella parte nord-occidentale della Romania, tra Transilvania ed Ungheria, deve il suo nome ai tre affluenti del fiume Criș (in ungherese: Körös) che la attraversano: Crișul Alb (Fehér-Körös), Crișul Negru (Fekete-Körös) e Crișul Repede (Sebes-Körös).
La regione comprende gli attuali distretti romeni di Arad e Bihor, parte di quello di Sălaj e le regioni Hajdu Bihar e Békés ambedue in Ungheria. Il capoluogo storicamente riconosciuto è Oradea.
Questo territorio faceva parte del Regno d'Ungheria fino al 1918 e tutt'oggi è popolato da una consistente minoranza ungherese.